# Теетет (Платон)
«Теетет» (грец. Θεαίτητος) — один із діалогів Платона другої тетралогії (разом із діалогами «Софіст», «Кратіл» і «Політик»). Написаний приблизно 369 року до н. е., він присвячений розкриттю безпомічності сенсуалізму в розкритті істини.

## Дійові особи
- Сократ — вчитель Платона, у чиїй особі автор виклав свої власні філософські погляди.
- Теетет, син Ефронія-сунійця, під час діалогу з Сократом — молодий юнак, учень Теодора, згодом — хоробрий воїн і видатний математик.
- Теодор — видатний математик, вчитель Платона і Теетета, є також персонажем діалогів «Софіст» і «Політик».

В інтродукції дійовими особами є Евклід і Терпсіон.

## Зміст

### Вступ
Евклід, відомий мегарський філософ і учень Сократа, зустрічається з якимсь Терпсіоном. Евклід пропонує прочитати записану ним розмову Сократа з молодим Теететом і кіренським математиком Феодором про знання. Зображується знайомство Сократа через Феодора з юним і обдарованим Теететом і їхня бесіда про мудрість і знання в загальній формі. В бесіді Сократа ставиться питання про те, що таке знання в точному сенсі слова.

### Перша частина
Говориться, що знання не є лише особисте знання (наприклад, геометра чи шевця), тому що будь-яке таке знання передбачає знання взагалі. Так само в математиці раціональні та ірраціональні числа передбачають знання того, що таке число взагалі. За цим слідує інтермедія про повивальне мистецтво Сократа.

### Друга частина
Тут обговорюється думка про те, що чуттєве сприйняття світу не дає знання про нього.
Суцільна плинність чуттєвості. Чуттєве сприйняття постійно змінюється, тому все, взяте в чистому вигляді, є непізнаваним. Крім суцільного руху в бутті мають бути також і стійкі моменти.
При плинності неможливе порівняння чуттєвих предметів. Реальне сприйняття речей засноване на їх порівнянні між собою, а чисте чуттєве відчуття не дає можливості порівнювати речі між собою. Тому той, хто визнає тільки чуттєве відчуття, не розуміє знання.
Пояснення сенсуалістами руху. Все рухається, але рух буває двох видів — активний і пасивний. Те, що вважається стійким і постійним, є лише результатом зіткнення цих двох видів руху. Наприклад, білого кольору не існує в речах, а тільки в зорі. Сократ робить висновок, що немає ніякої різниці між реальним і уявним становищем речей. Всюди рух набуває тільки різного змісту, в залежності від суб'єкта, який його сприймає. Все це, за Сократом, пов'язане зі вченням Гомера, Геракліта і їхніх послідовників, а саме що все тече на зразок річки. Саме людина, тобто людська чуттєвість, є міра всіх речей.
Аргументація з погляду критерію знання. В розмову вступає геометр Феодор і ставиться питання, чи не виходить так, що у людей, богів, свиней та інших живих істот однакове знання. Всі живі істоти однаково мудрі, тому не можна ні про що сперечатися і істинним для кожного є те, що йому здається. Сократ іронічно встановлює неможливість абсолютного сенсуалізму через відсутність в ньому якогось іншого критерію, крім чуттєвого сприйняття. Надалі Феодор відступає і знову відновлюється розмова з Теететом. Висловлюється думка, що в разі нерозуміння мови чужинця цю мову ми і сприймаємо тільки чуттєво, але не розуміємо значення вимовлених слів. З точки зору Протагора, чуттєвість і тут продовжує бути знанням, але тільки знанням чутних слів, позбавлених сенсу.
Нестійкість знання в чуттєвому поданні. Якщо знання є тільки чуттєве відчуття, то уявлення про який-небудь предмет і тим більше пам'ять про нього під час відсутності безпосереднього відчуття не мали б ніякого стосунку до знання. Інакше вийшло б, що людина в один і той же час і знає речі, і не знає їх.
Категоріальний релятивізм правильної думки. Сократ іронічно захищає Протагора, кажучи, що зведення знання до чуттєвості зовсім не призводить до відсутності відмінності між мудрим і немудрим, здоровим і божевільним. Якщо хворому солодке здається гірким, то це зовсім не означає, що немає різниці між солодким і гірким, а тільки те, що в даному випадку ми маємо справу саме з хворим, а не зі здоровим. Відповідно потрібно міркувати про мудрого. Ідеально справжніх уявлень не існує, але існують уявлення більш і менш справжні, залежно від людини. Далі слідує інтермедія, в якій Сократ і Феодор говорять один одному компліменти і викладається колишню тезу про відносність усякого знання.
Висновки. По-перше, істинним виявиться для всякої живої істоти все те, що вона чуттєво сприймає. Наводяться численні приклади нескінченної і суперечливої різноманітності знання. Та ця відносність можлива тільки завдяки тому, що є щось абсолютне, яке в діалозі називається богом. Прославляються філософи і мудреці, які більше за інших знають про абсолютне.
По-друге, все, що здається різним, повинно мати свій нерухомий принцип. Якщо ми говоримо, що людина — міра всіх речей, то, значить, ми абсолютизуємо самий принцип людини.
По-третє, зводячи чуттєвість в принцип знання і проповідуючи загальну плинність, ми стаємо людьми немислячими. Говориться, що обидва принципи, рухливий і нерухомий, ще підлягають ретельному дослідженню.
По-четверте, логічне дослідження знання як плинної чуттєвості призводить до того, що жодного предмета не можна ні сприйняти, ні назвати. Сприйняття зникає в момент нашого відчуття, а назва — в мить його називання. Гераклітівці визнають, що кожної миті речі інші. Теорія загальної нерухомості теж не влаштовує співрозмовників діалогу.
Тому, по-п'яте, співрозмовники приходять до висновку, що якщо зір і слух розрізняються між собою не тільки зором і не тільки слухом, але і якоюсь третьою здатністю. Це розум, що надає тотожності, відмінності, подібності і т. д. Якщо знання не виникає разом з чуттєвими відчуттями, то істину речей не можна зрозуміти тільки за допомогою однієї плинної суті, але необхідно вдатися до умовиводів. А це приводить до думки про те, що знання зовсім не є чуттєвість, а принаймні правильні думки, правильне уявлення чи здоровий глузд. Однак і цього мало, щоб характеризувати сутність знання.

### Третя частина
Мова йде про те, що знання не є тільки правильною думкою. Якщо брати думку саме як думку, то нічого не можна сказати ні про її істинність, ні про хибність.
Критерії правильності містяться не в процесах пізнання. Після інтермедії стверджується, що неможливо, щоб щось одне відоме вважали за щось інше відоме, або відоме — за невідоме, або щось невідоме — за інше невідоме. Але хибну думку можна мати, сприймаючи відоме не за те, чим воно є, а за інше. Звідси робиться висновок, що при дослідженні можливості помилкової думки необхідно відштовхуватися не від знання або незнання, а від буття чи небуття.
Неможливо мати хибну думку про неіснуюче, бо про неіснуюче взагалі не можна мати якусь думку.
Хибна думка як інша думка: коли одне сприймають за інше, це хибна думка. Ставиться питання чи можлива за цієї умови інша думка, крім хибної? Адже якщо мислення є розмовою душі самої з собою і вона мислить два різних або протилежних предмета, то душа не прийме один з них за інший.
Правильну думку взагалі визначити неможливо без чистого знання як такого. Правильна думка не полягає ні в правильному мисленні, тому що мислення не є думкою, ні в самому факті правильної думки, ні в співвідношеннях мислення і думки, тому що це співвідношення вічно змінюється і містить в собі найрізноманітніші ступені істинності чи хибності. Мислення часто буває заплутаним і тому теж не може вважатися правильним думкою. Володіючи теоретично якимись знаннями, можна використовувати не ті знання, які потрібно. Таким чином, визначати знання потрібно взагалі без використання поняття думки.

### Четверта частина
Стверджується, що знання не є правильною думкою з поясненням.
Пояснення у вигляді слів як таких. Пояснення не є просто словами, бо сама́ правильна думка теж виражається словами.
Пояснення у вигляді цілісної структури слів. Цілісна структура слів не складається з окремих розрізнених букв або звуків, що мають своє власне значення. Розрізнені елементи, взяті разом, є всім, але це все ще не є ціле. З іншого боку, в цілому, наскільки воно б не було індивідуальним, немає нічого, крім його частин. Отже, ціле перебуває в кожній своїй частині. Тому окремий звук складу несе на собі сенс того складу, до якого він належить. Елементи цілого, хоча вони і позбавлені сенсу щодо цього цілого, коли беруться розрізнено, отримують повну осмисленість, коли беруться разом з цілим, подібно до того як частини колісниці не є колісницею, але складають саме колісницю, а не купу деталей. Правильна думка складається тільки за умови правильної послідовності її складових звуків. Отже, правильна думка про предмет можлива лише за участі в думці справжнього знання про цей предмет.
Пояснення у вигляді вказівки на відмітну ознаку речі. Для того щоб відмітна ознака речі характеризувала саме річ, вже треба знати саме річ. Якщо не знати речі, то всі приписувані їй ознаки виявляються загальними і розрізненими поняттями, застосовними до будь-чого. Але розрізнення однієї речі і іншої вже є не правильною думкою, а знанням.
Висновки. Формулюються три основних неправильних розуміння знання — як відчуття, як правильної думки і як правильної думки з поясненням. Наприкінці йдеться знову про повивальне мистецтво Сократа і про його виклик до суду за доносом Мелета.